# 全日本モトクロス選手権

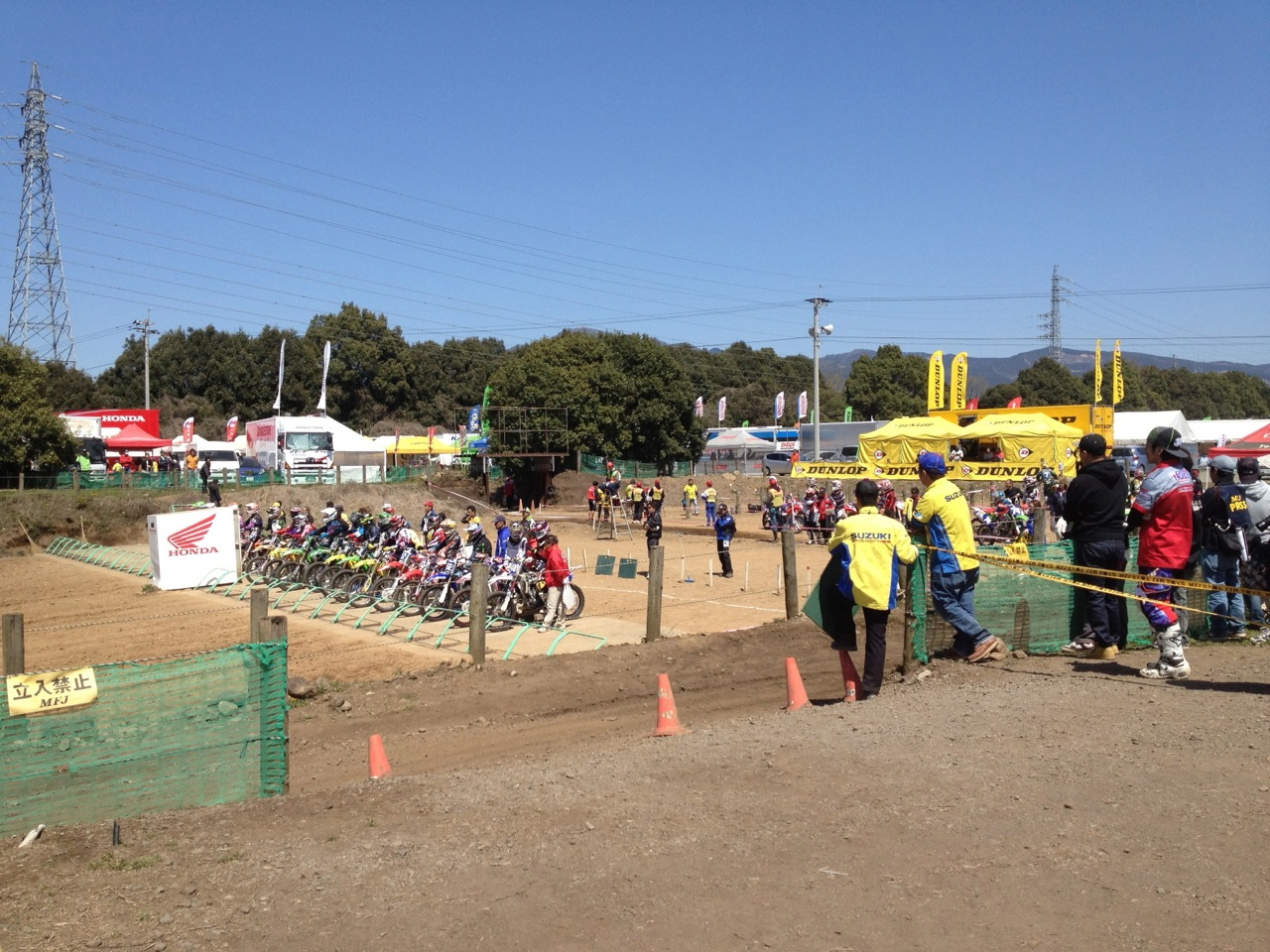
2012年HSR九州オフロードコースで行われた開幕戦

全日本モトクロス選手権（ぜんにほんモトクロスせんしゅけん、ALL JAPAN MOTOCROSS CHAMPIONSHIP, "JMX"）は、日本モーターサイクルスポーツ協会（MFJ）が主催する国内最高峰のモトクロス選手権。
2021年より大同工業(D.I.D)がシリーズ冠スポンサーとなり、D.I.D ALL JAPAN MOTOCROSS CHAMPIONSHIPとして開催されている。

## 現在のクラス
- 国際A級（IA）
  - IA1【あいえーわん】（旧国際A級250cc）

2ストローク175cc - 250cc及び4ストローク290cc - 450ccのレース専用マシンで競う。30分+1周を2ヒート（レース）の決勝レースが行われる。全日本モトクロス選手権最高峰カテゴリー。

2021年シーズンは、開幕戦のHSR九州大会と第4戦のSUGO大会が15分×3ヒートのトリプルクラウン決勝で開催された。
メーカーワークスマシン同士の争いがメインとなる。（スズキは2017年より、ホンダ（HRC）は2020年よりワークス参戦停止）
近年は参加台数が少なく、予選落ちは発生していない。
※IAライセンス保持者であれば、自己申告にてIA1クラスにエントリー可能。
- IA2【あいえーつー】（旧国際A級125cc）
2ストローク100cc - 125cc及び4ストローク175cc - 250ccのレース専用マシンで競う。

メーカーワークスマシンと、プライベーターの戦いが激しいバトルを生み出し、若手ライダーが多いことから、接触、転倒も多い。年間チャンピオンは翌年から海外渡航する事が多く、ここ数年連続チャンピオンは生まれていなかったが、2020年、横山遥希が2年連続チャンピオンを獲得した。
- IB-OPEN【あいびーおーぷん】（旧国際B級125cc、250cc、オープン)
2ストローク100cc - 125cc及び4ストローク175cc - 250ccのIB2（旧称125cc）クラスと、オープンクラスがあった。2015年からは、20分+1周各2ヒートのIBオープンクラスのみ開催となり、全戦有効ポイント制となった。

競技時間が少なく、かつ経験の浅いライダーが多いため、大規模なクラッシュがあったり、トップクラスのライダーが予選落ちしたりと、番狂わせが起きることも多い。
年間ランキング10位までは翌年からIAクラスに昇格となる。
※地方選手権IBクラスチャンピオン1名は申告によりIAクラス昇格が可能。
- レディース 
2ストローク50cc超85cc以下。15分+1周1ヒート。2015年からは、全戦有効ポイントになった。

ホンダのみ150ccの4ストロークマシンで戦う為、スタート時には4ストと2ストの爆音が混ざる、独特の雰囲気がある。
女子の最高峰クラスだが、参加ライダーの実力差がかなりあるため、周回遅れがトップライダーに絡み転倒などアクシデントも多い。
レース時間が短く、1レースのみの開催となるため、スタートの是非が戦績に大きく影響する。
以前は鈴木、益など連続チャンピオンが多かったが、邵以来、連続チャンピオンがおらず、群雄割拠の状態だったが、2020.2021年と川井麻央が連続チャンピオンに輝いた。

### ポイント
（2021年より改変）
1位＝25、2位＝20、3位＝16、4位＝13、5位＝11、6位＝10、7位＝9、8位＝8、9位＝7、10位＝6、11位＝5、12位＝4、13位＝3、14位＝2、15位＝1、
※MFJ（日本）グランプリでは3ポイントが加算される。

## 歴代チャンピオン
| 年     | セニア250cc                      | セニア125cc          | セニア90cc                |                           |
| ------ | -------------------------------- | -------------------- | ------------------------- | ------------------------- |
| 1967年 | 山本隆                           | 吉村太一             | 山本隆                    |                           |
| 1968年 | 山本隆                           | 星野一義             | 星野一義                  |                           |
| 1969年 | 鈴木忠男                         | 矢島金次郎           | 山本隆                    |                           |
| 1970年 | 吉村太一                         | 吉村太一             |                           |                           |
| 年     | セニア250cc                      | セニア125cc          | エキスパートジュニア250cc | エキスパートジュニア125cc |
| 1971年 | 上野広一                         | 矢島金次郎           | 瀬尾勝彦                  | 瀬尾勝彦                  |
| 1972年 | 鈴木都良夫（ヤマハ）             | 鈴木秀明（ヤマハ）   | 池田勝                    | 小田切信雄                |
| 1973年 | 鈴木秀明（ヤマハ）               | 鈴木都良夫（ヤマハ） | 藤秀信                    | 岸川清秀                  |
| 1974年 | 鈴木秀明（ヤマハ）               | 鈴木秀明（ヤマハ）   | 渡辺明（スズキ）          | 渡辺明（スズキ）          |
| 1975年 | 増田耕二（スズキ）               | 杉尾良文（ヤマハ）   | 東福寺保雄                | 東福寺保雄                |
| 1976年 | 竹沢正治（カワサキ）             | 鈴木都良夫（ヤマハ） | 青山金助                  | 光安鉄美                  |
| 1977年 | 瀬尾勝彦（ヤマハ）               | 瀬尾勝彦（ヤマハ）   | 大泉浩一（ヤマハ）        | 佐藤健二                  |
| 1978年 | 光安鉄美（ヤマハ）               | 瀬尾勝彦（ヤマハ）   | 佐々木隆                  | 佐々木隆                  |
| 1979年 | 光安鉄美（ヤマハ）               | 光安鉄美（ヤマハ）   | 原口衛                    | 秋元春夫                  |
| 年     | 国際A級250cc                     | 国際A級125cc         | 国際B級250cc              | 国際B級125cc              |
| 1980年 | 杉尾良文（ホンダ）               | 東福寺保雄（ヤマハ） | 庄司覚                    | 谷川龍太郎                |
| 1981年 | 福本敏夫（ホンダ）               | 東福寺保雄（ホンダ） | 岡部篤史                  | 岡部篤史                  |
| 1982年 | 東福寺保雄（ホンダ）             | 大関昌典（スズキ）   | 小橋勝年                  | 小橋勝年                  |
| 1983年 | 杉尾良文（ホンダ）               | 庄司覚（ヤマハ）     | 茶谷学                    | 茶谷学                    |
| 1984年 | スティーブ・マーチン（ホンダ）   | 東福寺保雄（ホンダ） | 鶴田忍                    | 菅原義広                  |
| 1985年 | スティーブ・マーチン（ホンダ）   | 岡部篤史（カワサキ） | 川崎智之                  | 田淵武                    |
| 1986年 | 東福寺保雄（ホンダ）             | 伊田井佐夫（ホンダ） | 花田茂樹                  | 花田茂樹                  |
| 1987年 | 東福寺保雄（ホンダ）             | 岡部篤史（カワサキ） | 石橋博也                  | 吉田和泉                  |
| 1988年 | 東福寺保雄（ホンダ）             | 岡部篤史（カワサキ） | 大塚忠和                  | 大塚忠和                  |
| 1989年 | 岡部篤史（カワサキ）             | 光安鉄美（ヤマハ）   | 榎本正則                  | 芹沢太麻樹                |
| 1990年 | 東福寺保雄（ホンダ）             | 東福寺保雄（ホンダ） | 村橋健太郎                | 元木龍幸                  |
| 1991年 | 宮内隆行（ホンダ）               | 荻島忠雄（スズキ）   | 城田賢一                  | 半場賢吾                  |
| 1992年 | エディ・ウォーレン（カワサキ）   | 請川意次（カワサキ） | 田沢豊晃                  | 佐々木祐介                |
| 1993年 | ロン・ティシュナー（スズキ）     | 佐々木祐介（ホンダ） | 益留信太郎                | 益留信太郎                |
| 1994年 | ロン・ティシュナー（スズキ）     | 小田切一剛（ホンダ） | 成田亮（ヤマハ）          | 倉林啓一郎                |
| 1995年 | ジェフ・マタセビッチ（カワサキ） | 川島雄一郎（ホンダ） | 溝口哲也                  | 矢島健一                  |
| 1996年 | ジェフ・マタセビッチ（カワサキ） | 川島雄一郎（スズキ） | 井上眞一                  | 井上眞一                  |
| 1997年 | ジェフ・マタセビッチ（カワサキ） | 高見俊次（カワサキ） | 増田一将（カワサキ）      | 増田一将（カワサキ）      |
| 1998年 | カイル・ルイス（スズキ）         | 増田一将（ヤマハ）   | 平塚雅樹                  | 平塚雅樹                  |
| 1999年 | カイル・ルイス（スズキ）         | 勝谷武史（ヤマハ）   | 戸倉徹哉                  | 鈴木健介                  |

| 年     | 国際A級250cc               | 国際A級125cc                | 国際B級250cc         | 国際B級125cc         | レディース         |
| ------ | -------------------------- | --------------------------- | -------------------- | -------------------- | ------------------ |
| 2000年 | 高濱龍一郎（ホンダ）       | 佐合潔（ホンダ）            | 小泉貴文（ヤマハ）   | 藤田卓               | 鈴木沙耶（スズキ） |
| 2001年 | 熱田孝高（ホンダ）         | 田島久誌（ヤマハ）          | 折原徹（ホンダ）     | 釘村忠（ヤマハ）     | 鈴木沙耶（スズキ） |
| 2002年 | 成田亮（スズキ）           | 加賀真一（スズキ）          | 村岡康裕（ヤマハ）   | 小島庸平（スズキ）   | 鈴木沙耶（スズキ） |
| 2003年 | 成田亮（スズキ）           | 溝口哲也（カワサキ）        | 上田隼人（スズキ）   | 上田隼人（スズキ）   | 鈴木沙耶（スズキ） |
| 年     | 国際A級250cc               | 国際A級125cc                | 国際B級OPEN          | 国際B級125cc         | レディース         |
| 2004年 | 成田亮（ホンダ）           | 中村友則（カワサキ）        | 伊藤正憲（ヤマハ）   | 内山慎太郎（ヤマハ） | 鈴木沙耶（スズキ） |
| 年     | IA1                        | IA2                         | IBOPEN               | IB2                  | レディース         |
| 2005年 | 小池田猛（ヤマハ）         | 福留善秀（ホンダ）          | 片倉久斗（ホンダ）   | 斉木達也（ヤマハ）   | 鈴木沙耶（スズキ） |
| 2006年 | 熱田孝高（ホンダ）         | 小島庸平（スズキ）          | 岡田涼（カワサキ）   | 富田俊樹（ホンダ）   | 鈴木沙耶（スズキ） |
| 2007年 | 成田亮（ヤマハ）           | 新井宏彰（カワサキ）        | 木下隼（ヤマハ）     | 稲垣佳樹（スズキ）   | 鈴木沙耶（スズキ） |
| 2008年 | 成田亮（ヤマハ）           | 勝谷武史（カワサキ）        | 小関元貴（ヤマハ）   | 松下幸司（ヤマハ）   | 益春菜（ホンダ）   |
| 2009年 | 成田亮（ヤマハ）           | 勝谷武史（カワサキ）        | 山本鯨（スズキ）     | 山本鯨（スズキ）     | 益春菜（ホンダ）   |
| 2010年 | 熱田孝高（スズキ）         | 小島太久摩（ヤマハ）        | 竹中純矢（カワサキ） | 竹中純矢（カワサキ） | 益春菜（ホンダ）   |
| 2011年 | 成田亮（ヤマハ）           | 三原 拓也（カワサキ）       | 近藤 涼太（ホンダ）  | 近藤 涼太（ホンダ）  | 益春菜（ホンダ）   |
| 2012年 | 成田亮（ヤマハ）           | 山本鯨（スズキ）            | 能塚智寛（カワサキ） | 佐々木雅哉（ホンダ） | 邵 洋子（スズキ）  |
| 2013年 | 成田亮（ホンダ）           | 富田俊樹（ホンダ）          | 大塚豪太（ホンダ）   | 大塚豪太（ホンダ）   | 邵 洋子（スズキ）  |
| 2014年 | 成田亮（ホンダ）           | 勝谷武史（カワサキ）        | 古賀太基（ホンダ）   | 馬場亮太（スズキ）   | 竹内優菜（ホンダ） |
| 2015年 | 小島庸平（スズキ）         | 富田俊樹（ホンダ）          | 長門健一（ホンダ）   | ー                   | 安原さや（ヤマハ） |
| 2016年 | 成田亮（ホンダ）           | 能塚智寛（ホンダ）          | 大倉由揮（ヤマハ）   | ー                   | 中野洋子（ホンダ） |
| 2017年 | 山本鯨（ホンダ）           | 渡辺祐介（ヤマハ）          | 佐々木麗（ヤマハ）   | ー                   | 竹内優菜（ホンダ） |
| 2018年 | 成田亮（ホンダ）           | 古賀太基（ホンダ）          | 岸桐我（ホンダ）     | ー                   | 畑尾樹璃（ホンダ） |
| 2019年 | 山本鯨（ホンダ）           | 横山遥希（カワサキ）        | 中島漱也（ヤマハ）   | ー                   | 本田七海（ヤマハ） |
| 2020年 | 山本鯨（ホンダ）           | 横山遥希（カワサキ）        | 福村鎌（スズキ）     | ー                   | 川井麻央（ホンダ） |
| 2021年 | 山本鯨（ホンダ）           | 大城魁之輔（ホンダ）        | 鈴木龍星（ヤマハ）   | 一                   | 川井麻央（ホンダ） |
| 2022年 | 富田俊樹 (ヤマハ)          | ジェイ・ウィルソン (ヤマハ) | 西岡蒼志 (ヤマハ)    |                      | 久保まな (ホンダ)  |
| 2023年 | ジェイ・ウィルソン(ヤマハ) | ビクトル・アロンソ(ヤマハ)  | 住友睦巳(ヤマハ)     |                      | 川井麻央(ホンダ)   |
| 2024年 | ジェイ・ウィルソン(ヤマハ) | 中島漱也(ヤマハ)            | 松岡力翔(ヤマハ)     |                      | 川井麻央(ホンダ)   |

## テレビ放送
- TwellV 月曜 20:00 - 21:00（〜 2015年3月）、土曜 19:00 - 20:00（2015年4月4日〜）
- ナビゲーター兼活弁：高橋愛子、きのせひかる（J-GIRLS） - オープニングのセリフは「いざ、参らん!J-クロス。」